# Stal narzędziowa
Stal narzędziowa – stal odpowiednia do wyrobu narzędzi, obróbki lub przetwarzania materiałów, przenoszenia oraz pomiaru przedmiotów obrabianych. Stale narzędziowe charakteryzują się wysoką twardością, odpornością na ścieranie oraz stałością kształtu i wymiarów wykonanego elementu. Cechy te osiąga się przez wysoką zawartość węgla i odpowiednią obróbkę cieplną przy narzędziach mało odpowiedzialnych oraz użycie odpowiednich dodatków stopowych połączone z odpowiednią obróbką cieplną w przypadku odpowiedzialnych narzędzi.
Stale narzędziowe dzieli się na:
- niestopowe stale narzędziowe do pracy na zimno,
- stopowe stale narzędziowe do pracy na zimno,
- stopowe stale narzędziowe do pracy na gorąco,
- stale szybkotnące.